# نووی کرامولین
نووی کرامولین (به چکی: Nový Kramolín) یک منطقهٔ مسکونی در جمهوری چک است که در ناحیه دوماژلیتسه واقع شده‌است. نووی کرامولین ۹٫۱۸ کیلومتر مربع مساحت و ۲۵۷ نفر جمعیت دارد و ۴۶۲ متر بالاتر از سطح دریا واقع شده‌است.